# Histoire des anatomistes systématiques français
Le système de Antoine Portal est un condensé valable et correct des connaissances en anatomie et en pathologie. L'information littéraire exacte est à la hauteur de la réputation de l'auteur de l'Histoire de l'anatomie et de la chirurgie. Par la précision des détails descriptifs, il montre que Portal ne s'appuyait pas uniquement sur les travaux de ses prédécesseurs. (bibliographie : Portal, Antoine Observations sur la nature et le traitement de l'apoplexie et sur les moyens de la prévenir)
Alexis Boyer, professeur de clinique chirurgicale à l’hôpital de la Charité, a publié en 1803 un traité complet d'anatomie descriptive. 
Hippolyte Cloquet a formé, sur le modèle de l'Anatomie descriptive de Bichat, un système dans lequel il dispose lui-même des talents littéraires et de la précision de Sommerring et des détails de Portal. 
Jules Cloquet frère cadet du précédent.
Jean Cruveilhier a publié en 1834-1835 un bon traité général d'anatomie descriptive. Le traité de Cruveilhier a connu de nombreuses éditions. 
L'ouvrage le plus élaboré de l'école française est le grand traité de J.-M Bourgery, qui comporte quatre tomes ainsi que des illustrations, sur l'anatomie descriptive, générale, chirurgicale et philosophique (1832-1854). 